# Aeroporto Internacional Lynden Pindling
Aeroporto Internacional Lynden Pindling anteriormente conhecido como  Aeroporto Internacional de Nassau, é o maior aeroporto das Bahamas, é a maior porta de entrada internacional para o país.
Recebe voos de todo o Caribe, partes da América Central, Canadá e os principais pontos dos Estados Unidos. O aeroporto opera com companhias de baixo custo tais como: AirTran Airways, JetBlue Airways, Spirit Airlines, WestJet.

## Expansão e renovação
Atualmente, o aeroporto tem duas pistas, mais de 30 portões e 482.000 pés quadrados (44.800 m²) de espaço terminal. Com mais de 3 milhões de passageiros e 92.000 pousos e decolagens em 2008, o aeroporto tinha atingido a sua capacidade e suas instalações estavam ultrapassadas e insuficientes.
Em 2006, a Companhia de Desenvolvimento do Aeroporto de Nassau (NAD) entrou em um acordo de gestão de 10 anos com YVR Airport Services Ltd. (YVRAS) para gerenciar, operar e reconstruir o aeroporto.
A remodelação visa actualizar as instalações do aeroporto para padrões de classe mundial e expandir a capacidade do terminal. Será realizado em três etapas. A primeira etapa inclui a concepção e construção de um novo 247.000 pés quadrados (22.900 m²) EUA Departures Terminal. Esta etapa está em andamento e tem um orçamento de 198,1 milhões dólares. Estágio 2 consiste na renovação completa do terminal atual dos EUA, para servir como o novo terminal de chegadas US / International, com um orçamento de 127,9 milhões dólares. Fase 3 envolve a concepção e construção de um novo 112.000 pés quadrados (10.400 m²) e do terminal de chegadas domésticas partidas, bem como um Terminal partidas internacionais no local do actual Hall de Chegadas Internacionais. Esta última etapa vai custar US $ 83,5 milhões.
Uma vez concluída em março de 2011, a 409,5 milhões dólares investidos resultou em 585 mil m² (54.300 m²) de espaço terminal, um aumento de 21%, bem como a capacidade de acomodar os passageiros 50% a mais. Também incluiu a adição de 34 portas, incluindo um capaz de lidar com o Airbus A380. Ao todo, o que proporcionou o aeroporto com capacidade para servir mais de 5 milhões de passageiros por ano.

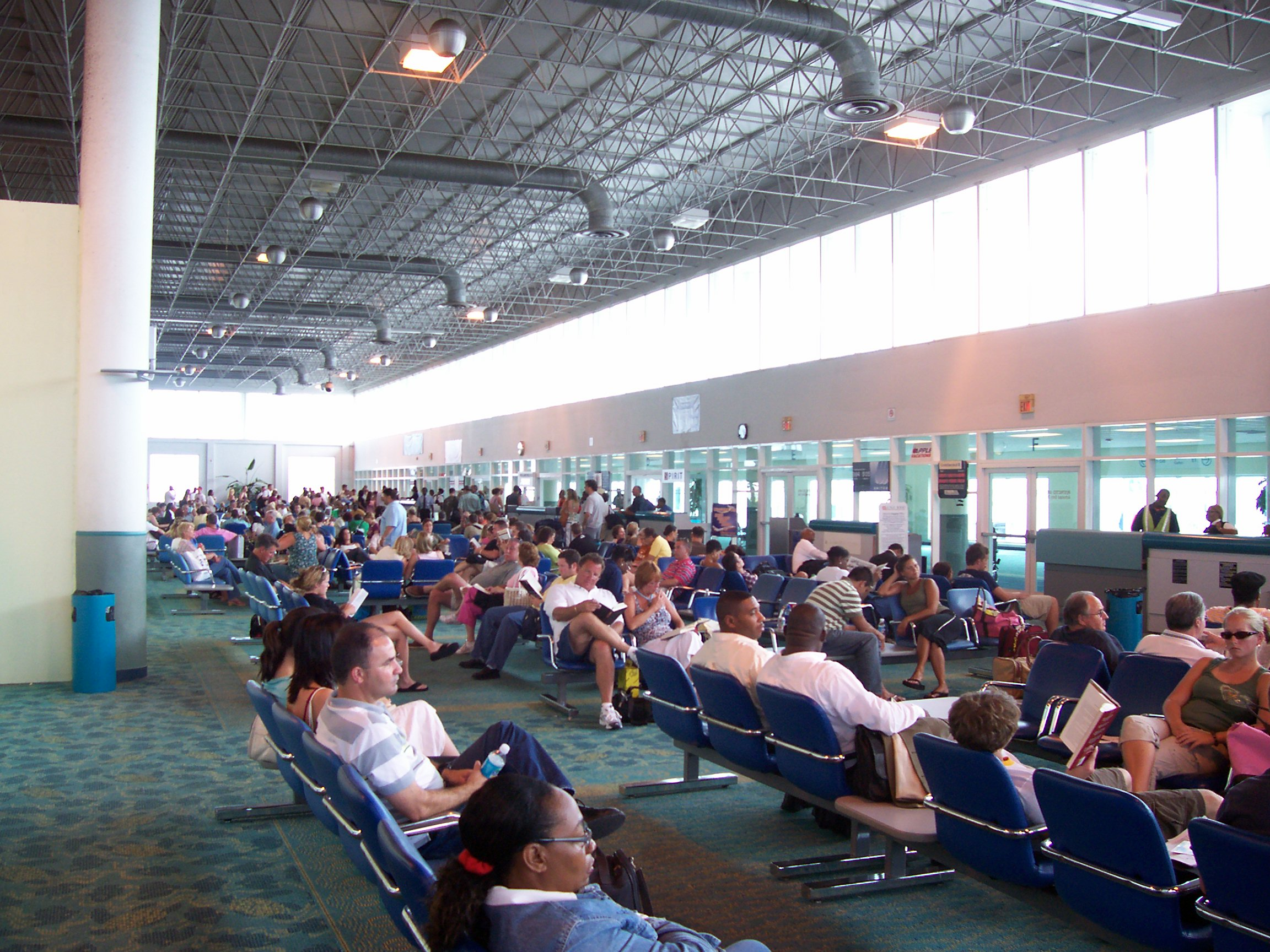
Terminal de Embarque no Aeroporto Internacional Lynden Pindling. Mais da metade dos voos internacionais do aeroporto são para os Estados Unidos.

## Companhias aéreas e destinos
| Companhia                                            | Destino |
| ---------------------------------------------------- | --- |
| Abaco Air                                            | Marsh Harbour |
| Aerogaviota                                          | Holguin |
| Air Canada                                           | Toronto-Pearson Sazonal: Montréal-Trudeau |
| Air Turks and Caicos                                 | Providenciales |
| AirTran Airways                                      | Atlanta, Baltimore |
| American Airlines                                    | American Eagle |
| Bahamasair                                           | Abraham's Bay, Arthur's Town, Cockburn Town, Colonel Hill, Deadman's Cay, Fort Lauderdale, Freeport, George Town, Governor's Harbour, Havana, Marsh Harbour, Matthew Town, Miami, North Eleuthera, Orlando, Providenciales, Rock Sound, Spring Point, The Bight, Treasure Cay |
| Bimini Island Air                                    | Ft. Lauderdale |
| British Airways                                      | Grand Cayman, London-Heathrow, Providenciales |
| CanJet                                               | Toronto-Pearson |
| Caribbean Airlines                                   | Kingston |
| Cat Island Air                                       | Arthur's Town, Great Harbour Cay, Rum Cay, The Bight |
| Continental Airlines                                 | Newark Sazonal: Houston-Intercontinental |
| Continental Express operado pela ExpressJet Airlines | Newark Sazonal: Cleveland, Houston-Intercontinental |
| Copa Airlines                                        | Cidade do Panamá |
| Cubana de Aviación                                   | Havana |
| Delta Airlines                                       | Atlanta Seasonal: Detroit |
| Direct Air                                           | Cataratas do Niágara |
| Flamingo Air                                         | Black Point, Farmer's Car, Staniel Cay |
| JetBlue Airways                                      | Boston, Fort Lauderdale, Nova Iorque, Orlando. |
| Pineapple Air                                        | Chub Cay, Colonel Hill, Deadman's Cay, Spring Point, Stella Maris |
| SkyBahamas Airlines                                  | Arthur's Town, Fort Lauderdale, Freeport, George Town, Marsh Harbour, New Bight, San Salvador (Bahamas) |
| US Airways                                           | Charlotte, Philadelphia, Washington-National Sazonal: Boston, New York-LaGuardia |